# 宁朔郡
宁朔郡，中国隋朝、唐朝时设置的郡。
唐玄宗天宝元年（742年），改宥州置宁朔郡。治所在延恩县（今内蒙古鄂托克旗南境）。下辖延恩县、怀德县（今内蒙古鄂托克前旗察干陶勒盖苏木巴彦呼日呼古城）、归仁县（今内蒙古鄂托克前旗敖勒召其镇敖勒召其古城）。辖境相当今内蒙古鄂托克旗、鄂托克前旗及乌海市。唐肃宗至德二载（757年）宁朔郡改为怀德郡。乾元元年（758年）复改为宥州。